# Bălțată românească
Bălțata românească este o rasă de bovine originară din România și una dintre cele mai cunoscute și răspândite rase de bovine din țară. Această rasă se caracterizează prin aspectul său distinctiv și este apreciată pentru calitățile sale în ceea ce privește producția de lapte și carne.
Caracteristicile cheie ale rasei includ:
1. Aspect Fizic: Această rasă se remarcă prin culoarea sa caracteristică, care este albă cu pete negre sau roșii. Denumirea "Baltata" face referire la petele distinctive de culoare de pe blana lor.
2. Dimensiuni Medii: "Baltata Romaneasca" este o rasă de talie medie, cu un corp robust și o conformație adecvată pentru producția de lapte și carne.
3. Producție de Lapte: Această rasă este cunoscută pentru producția sa semnificativă de lapte, cu conținut de grăsime și proteine de calitate. Laptele "Baltata Romaneasca" este folosit în producția de brânzeturi și alte produse lactate.
4. Carne de Calitate: În plus, carnea provenită de la bovinele "Baltata Romaneasca" este apreciată pentru calitatea sa, ceea ce le face potrivite și pentru producția de carne de vită.
5. Adaptabilitate: Această rasă se adaptează bine la condițiile variate de mediu și la diferite sisteme de creștere, ceea ce o face atractivă pentru fermierii din România și din alte țări.

Rasa "Baltata Romaneasca" este deosebit de populară în domeniul zootehniei din România și este crescută în scopuri comerciale pentru producția de lapte și carne. De-a lungul anilor, au fost întreprinse eforturi pentru a ameliora această rasă și pentru a crește eficiența și productivitatea bovinelor "Baltata Romaneasca." Astfel, această rasă a devenit un pilon important al industriei agricole din România și a fost subiectul multor studii și programe de selecție.